# Brawyj (1901)
Brawyj (ros. Бравый) – rosyjski niszczyciel z początku XX wieku, jedna z 22 zbudowanych jednostek typu Bojkij. Okręt został zwodowany pod nazwą „Nalim” („Налим”) 29 września?/12 października 1901 roku w krajowej stoczni Zakłady Newskie w Petersburgu. W 1902 roku nazwę jednostki zmieniono na „Brawyj”. Niszczyciel został wcielony do służby w Marynarce Wojennej Imperium Rosyjskiego we wrześniu 1902 roku, z przydziałem do Floty Bałtyckiej. Podczas wojny rosyjsko-japońskiej okręt został przerzucony na Daleki Wschód i wziął udział w bitwie pod Cuszimą. W czasie I wojny światowej służył na Dalekim Wschodzie. Podczas wojny domowej został przejęty przez Japończyków, a następnie w latach 1922–1925 wchodził w skład Floty Czerwonej. Okręt został złomowany w listopadzie 1925 roku.

## Projekt i budowa
Okręt był jednym z 22 niszczycieli typu Bojkij zbudowanych w krajowych stoczniach, będących ulepszoną i powiększoną wersją zaprojektowanych w brytyjskiej stoczni Yarrow jednostek typu Sokoł . Zbudowany został w Zakładach Newskich w Petersburgu . Stępkę okrętu położono w 1901 roku, a zwodowany został jako „Nalim” („Налим”) 29 września?/12 października 1901 roku  . W 1902 roku nazwę jednostki zmieniono na „Brawyj” .

## Dane taktyczno-techniczne
„Brawyj” był niewielkim, czterokominowym niszczycielem, klasyfikowanym do 1907 roku jako torpedowiec . Długość całkowita wynosiła 64 metry, szerokość 6,4 metra i maksymalne zanurzenie 2,59 metra. Wyporność jednostki wynosiła 350 ton. Okręt napędzany był przez dwie pionowe maszyny parowe potrójnego rozprężania o łącznej mocy 5700 KM, do której parę dostarczały cztery kotły Yarrow . Dwuśrubowy układ napędowy pozwalał osiągnąć prędkość 26 węzłów . Okręt mógł zabrać zapas węgla o maksymalnej masie 80 ton, co zapewniało zasięg wynoszący 1200 Mm przy prędkości 12 węzłów .
Uzbrojenie artyleryjskie okrętu stanowiły: umieszczone na nadbudówce dziobowej pojedyncze działo kalibru 75 mm Canet L/48 oraz pięć pojedynczych dział trzyfuntowych kalibru 47 mm Hotchkiss M1885 L/40 . Jednostka wyposażona była w jedną dziobową stałą i dwie pojedyncze obracalne pokładowe wyrzutnie torped kalibru 381 mm, z łącznym zapasem sześciu torped . Ponadto okręt mógł zabrać na pokład 12–18 min .
Załoga okrętu liczyła 62–69 oficerów, podoficerów i marynarzy .

## Służba

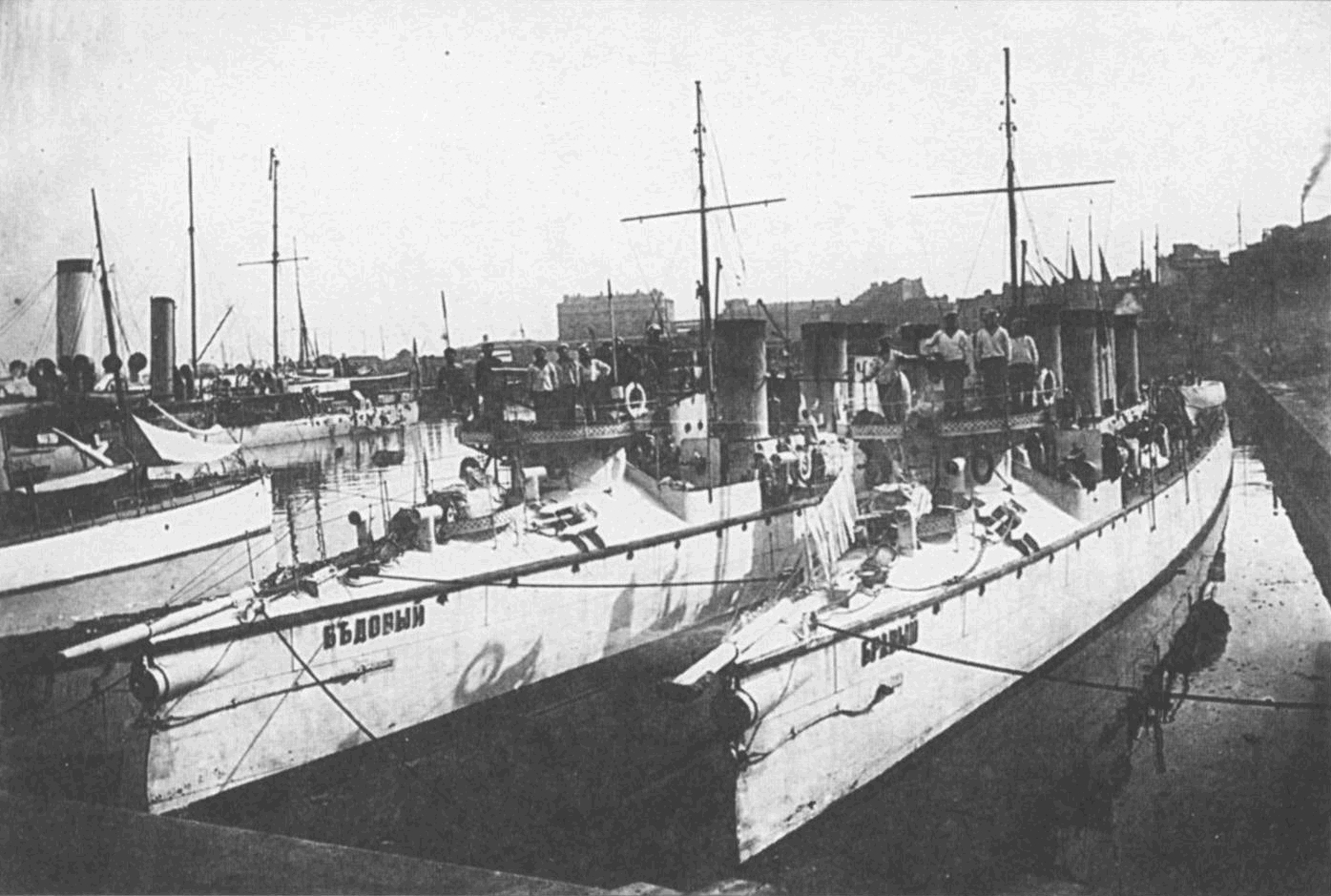
„Brawyj” i „Biedowyj” między 1902 a 1905 rokiem

„Brawyj” został wcielony do służby w Marynarce Wojennej Imperium Rosyjskiego we wrześniu 1902 roku . Jednostka weszła w skład Floty Bałtyckiej.
Od jesieni 1903 roku „Brawyj” znajdował się w drodze na Daleki Wschód, w składzie zespołu dowodzonego przez kadm. Andersa Wireniusa (pancernik „Oslabia”, krążowniki „Dmitrij Donskoj”, „Ałmaz” i „Aurora”, niszczyciele „Bodryj”, „Bystryj”, „Bujnyj”, „Biedowyj”, „Biezupriecznyj” i „Blestiaszczij” oraz cztery torpedowce i trzy transportowce). W trzecim dniu wojny rosyjsko-japońskiej znajdujące się na Morzu Czerwonym okręty dotarły do Dżibuti, lecz wobec ogłoszenia przez Francję neutralności musiały opuścić port i rozpoczęły powrót do kraju. „Brawyj” znajdował się w drugiej grupie okrętów, która na początku marca 1904 roku trafiła na Morzu Śródziemnym na silny sztorm, który spowodował 25 lutego?/9 marca zatonięcie torpedowca Nr 221 i uszkodzenie niszczyciela „Bujnyj”. 27 lutego?/11 marca grupa dotarła do Zatoki Suda, 21 marca?/3 kwietnia do Cherbourga, osiągając Libawę w dniach 5 kwietnia?/18 kwietnia–10 kwietnia?/23 kwietnia, gdzie zespół kadm. Wireniusa został rozformowany (okręty przeszły do Kronsztadu).
Już 17 kwietnia?/30 kwietnia 1904 roku rozpoczęto formowanie nowego zespołu okrętów przeznaczonego do wysłania na Daleki Wschód, który otrzymał nazwę II Eskadry Oceanu Spokojnego (jego dowódcą został mianowany kadm. Zinowij Rożestwienski). Mimo różnicy zdań odnośnie celowości wysłania większości okrętów Floty Bałtyckiej w tak daleki rejs, 2 października?/15 października port w Libawie opuściło 28 jednostek – siedem pancerników, sześć krążowników (dwa pancerne i cztery pancernopokładowe), osiem niszczycieli i siedem okrętów pomocniczych (w późniejszym czasie Eskadrę miało dogonić jeszcze sześć–siedem niegotowych w tym momencie okrętów). Niszczyciele „Brawyj” i „Bystryj” weszły w skład zespołu pancerników kadm. Felkerzama, który tworzyły „Oslabia”, „Sisoj Wielikij” i „Nawarin”, krążownik pancerny „Admirał Nachimow” oraz transportowiec „Kitaj”. Po dotarciu na przełomie października i listopada do Tangeru Eskadra została podzielona: zespół wadm. Rożestwienskiego udał się w dalszy rejs drogą wokół Afryki, a zespół kadm. Felkerzama popłynął przez Kanał Sueski. Niszczyciele „Brawyj”, „Bystryj”, „Bujnyj”, „Biedowyj”, „Bodryj”, „Biezupriecznyj” i „Blestiaszczij” opuściły Tanger 16 października?/29 października i 17 października?/30 października, docierając po dwóch dniach do Algieru, a 23 października?/5 listopada–24 października?/6 listopada do Bizerty, skąd wraz z krążownikiem „Swietłana” udały się do Zatoki Suda, dopływając tam 27 października?/9 listopada. Po długotrwałym postoju, wykorzystanym na uzupełnienie zapasów i bunkrowanie węgla, 8 listopada?/21 listopada zespół kadm. Felkerzama udał się w stronę Port Saidu, docierając do portu 11 listopada?/24 listopada (wychodząc w morze na „Brawym” doszło do awarii maszyn i po jej usunięciu dogonił on resztę okrętów tuż przed wejściem do Kanału Sueskiego). Niszczyciele jako pierwsze pokonały Kanał, dopływając do Suezu 13 listopada?/26 listopada; nazajutrz całość zespołu udała się w dalszy rejs, docierając 20 listopada?/3 grudnia do Dżibuti. Po uzupełnieniu zapasów paliwa i żywności 1 grudnia?/14 grudnia okręty opuściły Dżibuti i skierowały się w kierunku wyspy Nossi-bé, przeprowadzając po drodze w rejonie Komorów ćwiczenia artyleryjskie; zespół dotarł do portu 15 grudnia?/28 grudnia. Oprócz bunkrowania konieczne były naprawy i przeglądy maszyn i mechanizmów niszczycieli, gdyż w wyniku długiej, liczącej ponad 10 000 km podróży tylko stan techniczny „Biedowyja” i „Bodryja” umożliwiał samodzielne pływanie. 28 grudnia 1904?/10 stycznia 1905 roku Nossi-bé osiągnął zespół wadm. Rożestwienskiego i nastąpiło połączenie sił II Eskadry Oceanu Spokojnego. Wobec upadku Port Artur okręty rosyjskie rozpoczęły długotrwały postój na redzie Nossi-bé, przeprowadzając co jakiś czas ćwiczenia w strzelaniu i manewrowaniu. W dalszy rejs Eskadra wyszła dopiero 3 marca?/16 marca, obierając kurs na Cieśninę Malakka, wielokrotnie bunkrując węgiel na pełnym oceanie i docierając do jej wejścia 23 marca?/5 kwietnia. Podczas rejsu przez Ocean Indyjski na niszczycielach występowały liczne awarie maszyn i mechanizmów, które spowodowały konieczność wzięcia ich na hol przez transportowce. 26 marca?/8 kwietnia okręty rosyjskie minęły Singapur i dotarły 1 kwietnia?/14 kwietnia do Zatoki Cam Ranh. Stamtąd, po przeprowadzeniu wielu ćwiczeń oraz uzupełnieniu zapasów węgla i pożywienia na pokładach okrętów, między 9 kwietnia?/22 kwietnia a 13 kwietnia?/26 kwietnia Eskadra przepłynęła do Zatoki Wan Fong, gdzie dalej odbywały się ćwiczenia i zaopatrywanie jednostek. 26 kwietnia?/9 maja do Zatoki Wan Fong dopłynęła III Eskadra Oceanu Spokojnego pod dowództwem kadm. Nikołaja Niebogatowa, łącząc się z siłami Rożestwienskiego. 1 maja?/14 maja rosyjskie okręty wyruszyły w stronę Tajwanu, początkowo z niszczycielami na holu, jednak od 5 maja?/18 maja z powodu możliwego kontaktu z siłami japońskimi niszczyciele rozpoczęły rejs o własnych siłach, oznaczone na kominach zmieniającymi się co dobę znakami rozpoznawczymi.

### Bitwa pod Cuszimą
12 maja?/25 maja składająca się z 38 okrętów Eskadra skierowała się w stronę Cieśniny Koreańskiej. „Brawyj” wchodził w skład 1. dywizjonu niszczycieli (wraz z „Biedowym”, „Bystrym” i „Bujnym”), płynąc po lewej stronie pancerników 1. zespołu. Według wydanego przez Rożestwienskiego jeszcze 26 kwietnia?/9 maja rozkazu nr 244, niszczyciele w nadchodzącym starciu miały pełnić funkcję ratowniczą wobec pancerników, gotowe do przyjęcia na swe pokłady ich dowódców i sztaby w obliczu uszkodzeń odniesionych podczas wymiany ognia artyleryjskiego z siłami głównymi przeciwnika. Rankiem 14 maja?/27 maja rosyjskie okręty zostały wykryte przez Japończyków, którzy rozpoczęli przygotowania do bitwy. Około 10:00 główne siły Eskadry przyjęły szyk torowy, a krążowniki i niszczyciele miały osłaniać je przed spodziewanymi atakami torpedowców i niszczycieli wroga. Około godziny 13:00 rosyjskie siły główne przyjęły z powrotem szyk dwukolumnowy, a niszczyciele 1. dywizjonu („Brawyj”, „Biedowyj”, „Bystryj” i „Bujnyj”) wraz z krążownikami „Żemczug” i „Izumrud” zajęły pozycje po prawej stronie flagowego pancernika „Kniaź Suworow”. O 13:30 Rożestwienski nakazał zwrot w lewo i ponowne uformowanie sił głównych w jedną kolumnę, pociągając za sobą krążowniki i niszczyciele 1. dywizjonu. O 13:49 Rożestwienski wydał rozkaz otwarcia ognia w stronę wychodzących na kurs zbieżny pancerników japońskich z płynącym na czele „Mikasą”, które po kilku minutach również rozpoczęły ostrzał. Od godziny 14:45 „Brawyj” i „Bujnyj” uczestniczyły w akcji ratowniczej załogi zatopionego pancernika „Oslabia”; mimo odniesionych od japońskiego ostrzału uszkodzeń wyłowiły ponad 380 osób.
Po zakończeniu dziennego boju dowodzona przez kadm. Niebogatowa rosyjska eskadra wykonała zwrot na południowy zachód, chcąc uniknąć japońskich nocnych ataków torpedowych. Większość z jej dziewięciu niszczycieli była uszkodzona (w tym „Brawyj”); podobnie uszkodzone były krążowniki. W nocy okręty Eskadry zostały rozproszone – m.in. jeszcze przed atakiem japońskich niszczycieli i torpedowców „Brawyj”, „Biezupriecznyj” i krążownik „Ałmaz” opuściły siły główne i wzdłuż brzegów Wysp Japońskich samotnie popłynęły w kierunku Władywostoku. „Brawyj”, dowodzony przez kpt. mar. Pawła Durnowa, miał uszkodzony kocioł główny oraz przestrzelony kadłub, stracił w bitwie dziewięciu zabitych i czterech rannych, a na jego pokładzie przebywało 175–179 rozbitków z pancernika „Oslabia”. Na płynącym pełną prędkością okręcie w odległości około 65 Mm od Władywostoku zabrakło paliwa i uratowały go wezwane przez radio z bazy docelowej dwa torpedowce, które dostarczyły węgiel i wodę kotłową. Ostatecznie „Brawyj” dotarł do Władywostoku 17 maja?/30 maja.

### Dalsza służba
W 1909 roku dokonano modernizacji uzbrojenia jednostki: zdemontowano wszystkie wyrzutnie torped kalibru 381 mm i wszystkie działka kalibru 47 mm, instalując w zamian dwie pojedyncze wyrzutnie torped kalibru 450 mm oraz drugą armatę kalibru 75 mm Canet i sześć pojedynczych karabinów maszynowych kalibru 7,62 mm . Podczas I wojny światowej bazował we Władywostoku. Podczas wojny domowej okręt został 30 czerwca 1918 roku przejęty we Władywostoku przez Japończyków, a następnie w 1922 roku zdobyty przez Armię Czerwoną . Niszczyciel został wcielony do służby we Flocie Czerwonej 25 października 1922 roku . We wrześniu 1923 roku nazwę jednostki zmieniono na „Anisimow” („Анисимов”), po czym w 1925 roku został wycofany ze służby i złomowany w listopadzie tego roku  .